# Dado

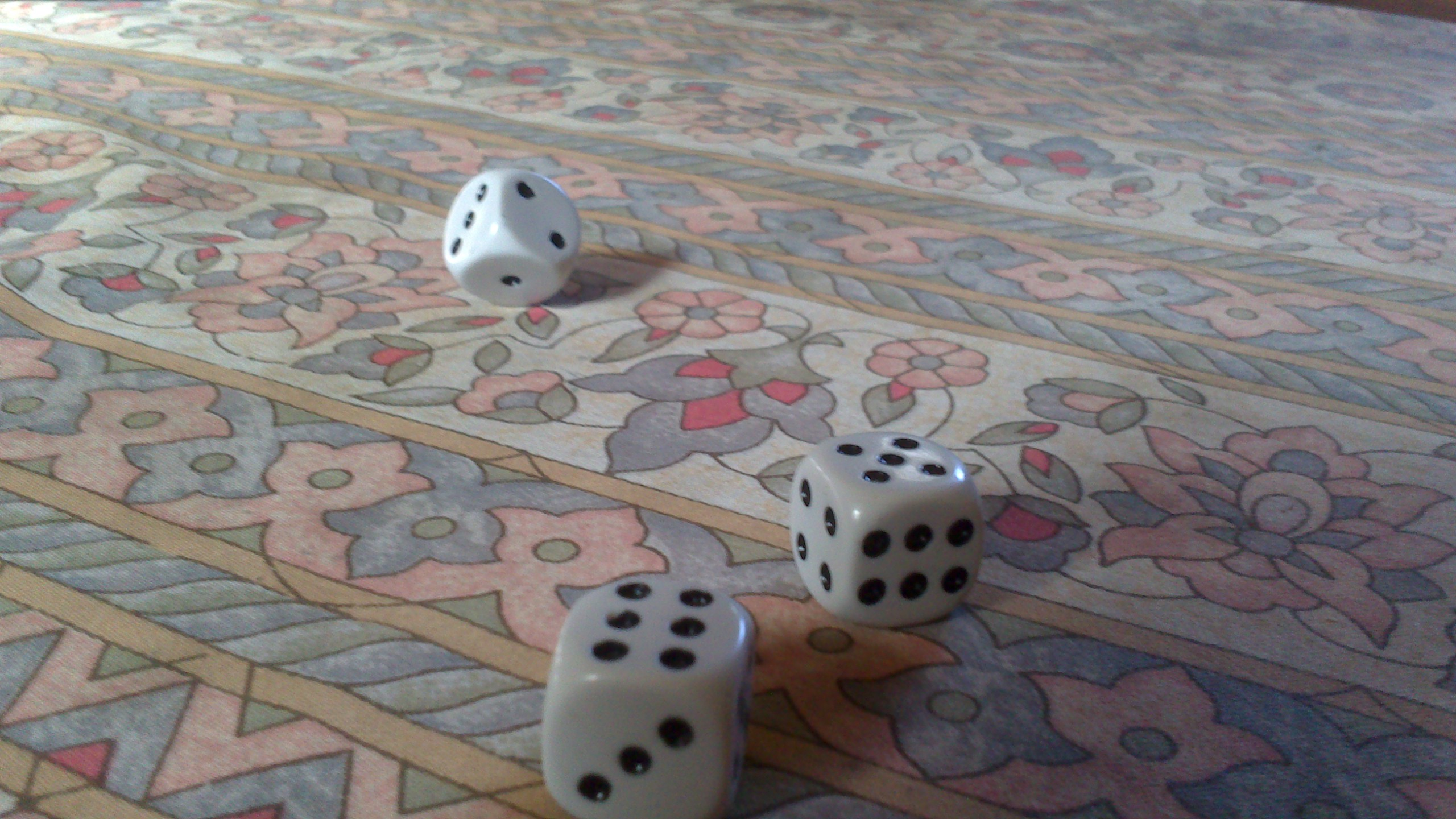
Dado en equilibrio

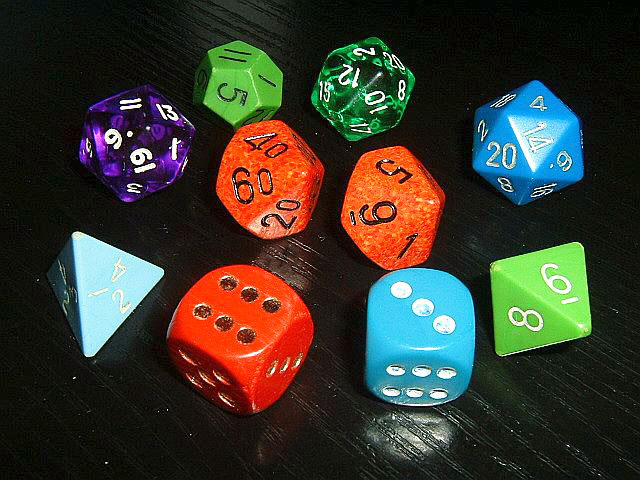
Dados de 4, 6, 8, 10, 12, 20 y 38 caras.

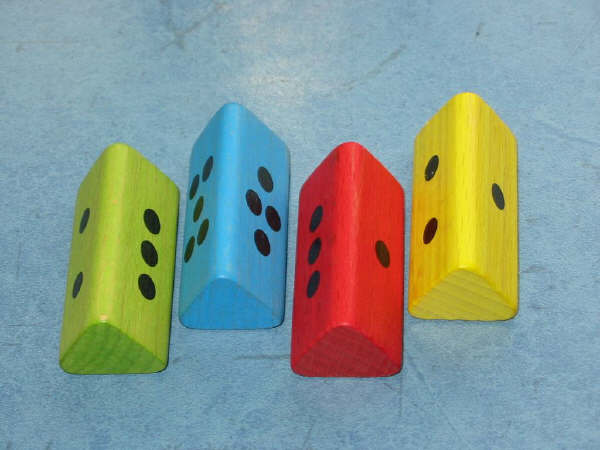
Rara colección de dados de tres caras.

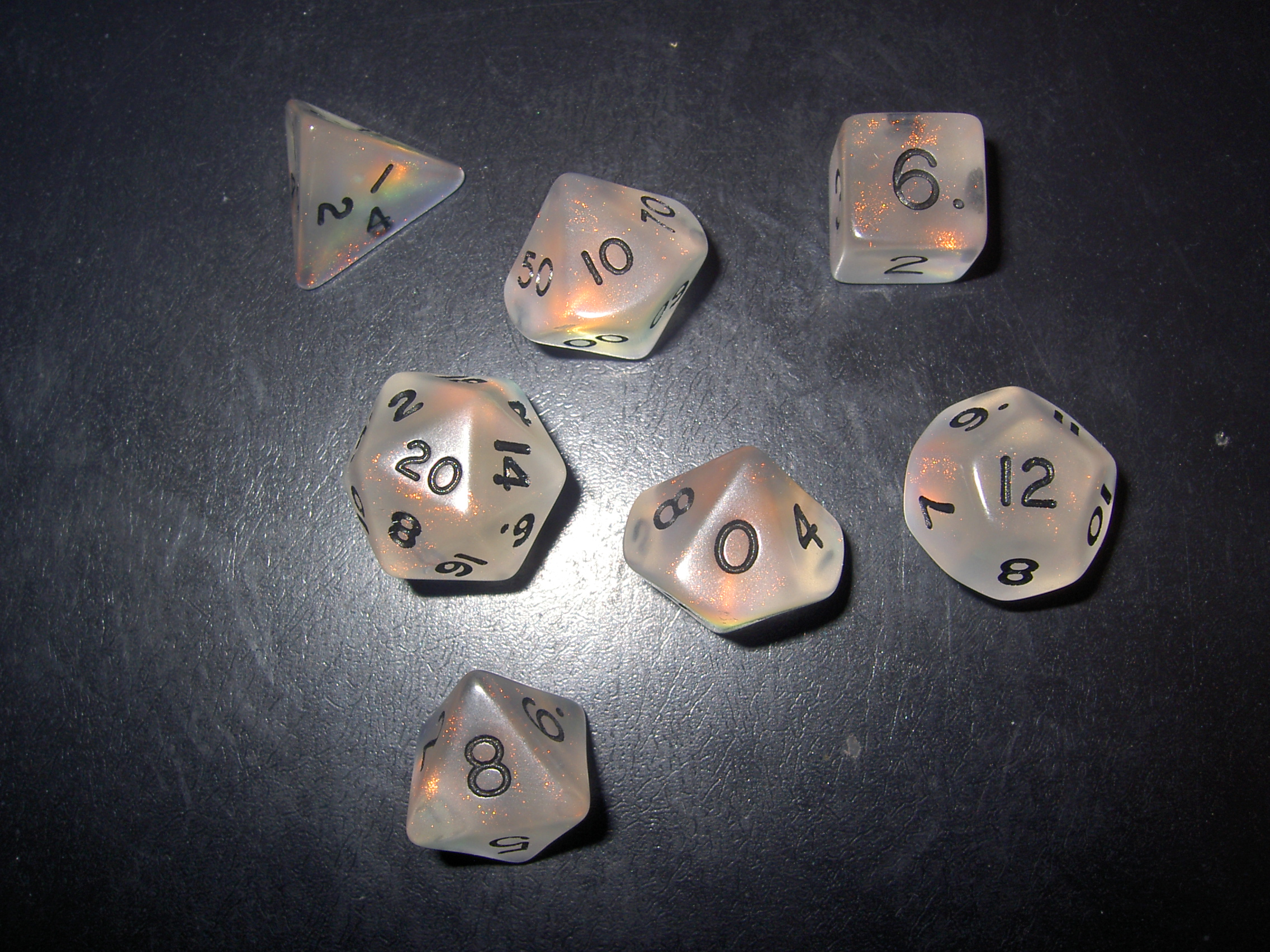
Dados de moonstone, que brillan con la radiación ultravioleta (luz negra).

Un dado es un objeto preparado para mostrar un resultado aleatorio cuando es lanzado sobre una superficie horizontal, desde la mano o mediante un cubilete, en cuyo caso los resultados ocurren con una probabilidad que se distribuye mediante una distribución uniforme discreta.
Fueron también muy usados en Grecia y Roma, como consta por algunas pinturas de vasijas y por los objetos mismos frecuentemente hallados en excavaciones. En Roma se llamaban álea (como dijo Julio César al cruzar el Rubicón: Alea jacta est: «El dado tirado está» o «La suerte está echada». De álea proviene aleatorio, «al azar».
Aunque generalmente se hacían de marfil o hueso, se han encontrado varios de ágata, bronce y vidrio y no faltan algunos fraudulentos que tienen o han tenido relleno de plomo en uno de sus lados. Los romanos designaban todas estas piezas con el nombre de téseras de juego (tésserae lusóriae), pero también llamaban téseras a los billetes de entradas para los teatros y las diferentes clases de bonos y medallas de premios que solían hacerse de metal, marfil o hueso con figuras.

## Etimología
La palabra dado deriva del latín datum. Dado en este caso es el participio pasado de dare "dar" (de la raíz PIE *do- "dar"), que, además de "dar," tenía un sentido secundario de "jugar". Tiene cognado en la mayoría de lenguas romances, como el italiano y portugués dado, provenzal dat, catalán dau o el francés dé.

## Historia

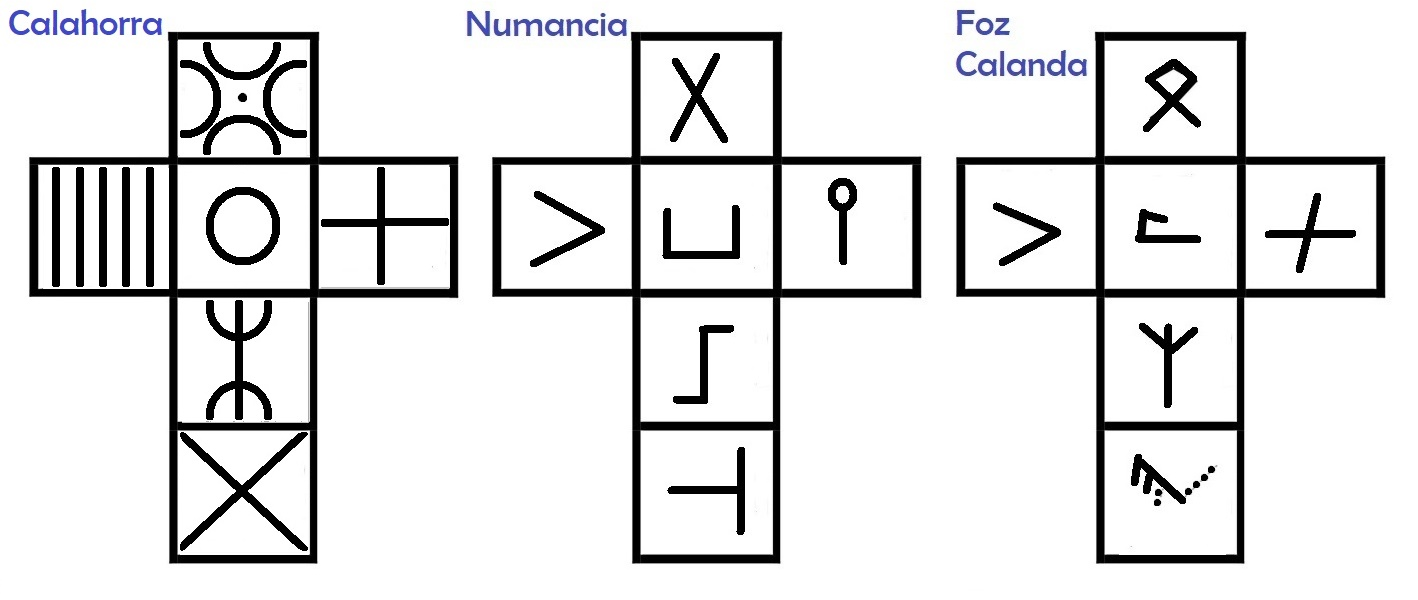
Representaciones sobre tres dados con escritura íbera, circa siglo II a. C.

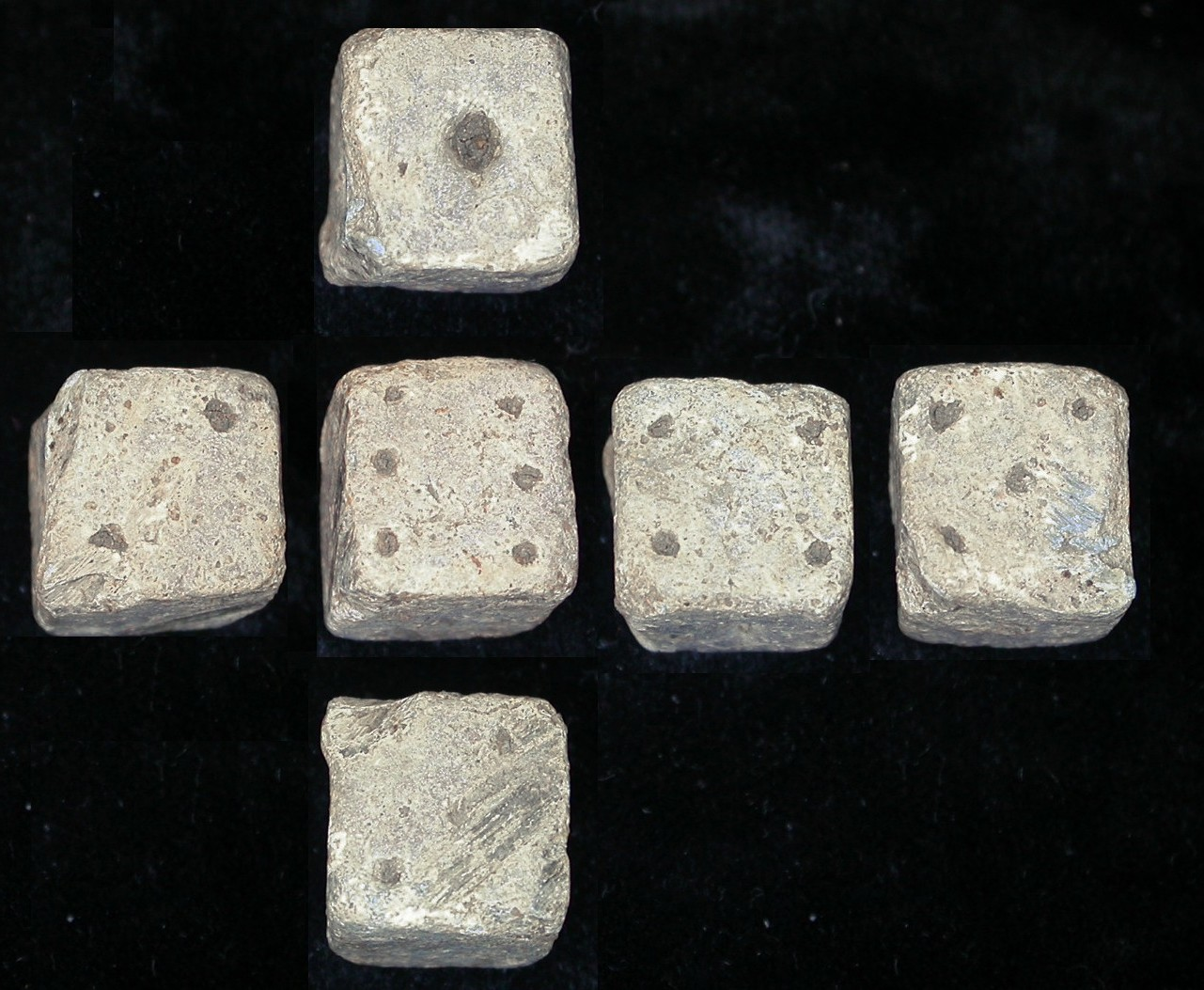
Imagen compuesta de todos los lados de un dado romano de 12 mm (½"), encontrado en Leicestershire, Inglaterra

Los dados se han utilizado desde antes de la historia registrada y no se sabe dónde se originaron. Se teoriza que los dados se desarrollaron a partir de la práctica de la adivinación con el hueso de astrágalo de animales con pezuñas, coloquialmente conocidos como juego de la taba. El juego de senet egipcio se jugaba con tiradores planos de dos caras que indicaban el número de cuadrados que un jugador podía mover y, por lo tanto, funcionaba como una forma de dados. Senet se jugaba antes del año 3000 a. C. y hasta el siglo II d. C. Quizás los dados más antiguos que se conocen fueron excavados como parte de un juego similar al backgammon ambientado en la Ciudad Quemada, un sitio arqueológico en el sureste de Irán, estimado entre 2800 y 2500 a. C. Los dados de hueso de Skara Brae, Escocia, datan del 3100 al 2400 a. C. Las excavaciones de las tumbas en Mohenjo-daro, un asentamiento de la civilización del valle del Indo, desenterraron dados de terracota que datan de 2500–1900 a. C.

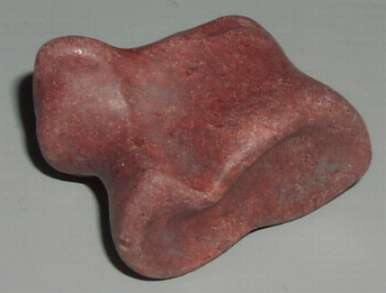
Troquel de juego de la taba, hecho de esteatita

Los juegos que involucran dados se mencionan en la India antigua del Rigveda, Atharvaveda, Mahabharata y la lista de juegos budistas. Hay varias referencias bíblicas a "echar suertes" (en hebreo: יפילו גורל‎ yappîlū ḡōrāl), como en salmo 22, lo que indica que cortar en dados (o una actividad relacionada) era un lugar común cuando se compuso el salmo. El juego de la taba era un juego de habilidad que se jugaba en la antigua Grecia; una forma derivada tenía los cuatro lados de los huesos recibiendo diferentes valores como los dados modernos.

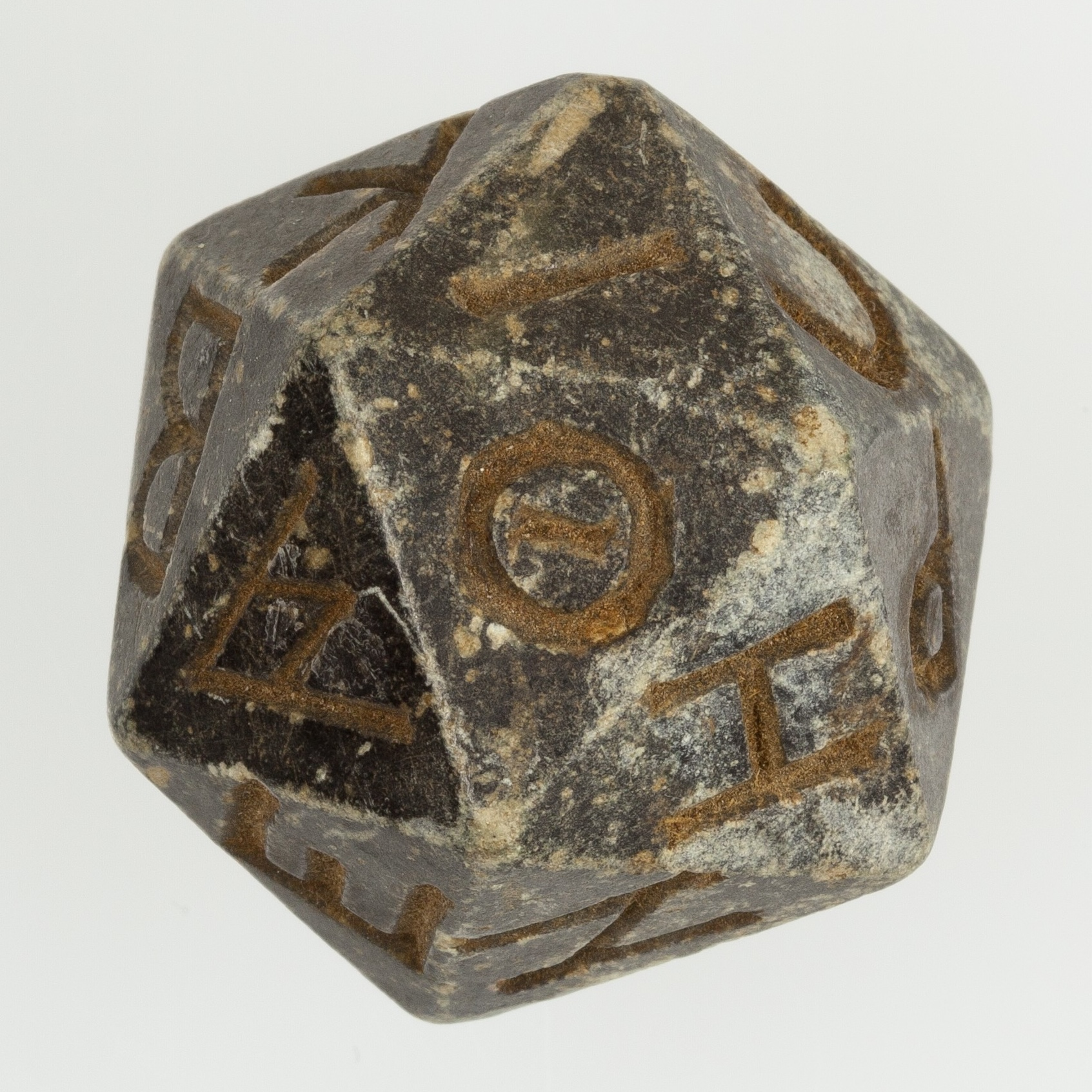
La serpentinita de veinte lados del Egipto Ptolemaico

Además de Grecia,,los romanos eran jugadores apasionados que disfrutaban de jugar a los dados, lo que se conocía como aleam ludere ("jugar a los dados"). Había dos tamaños de dados romanos. Tali eran dados grandes inscritos con uno, tres, cuatro y seis en cuatro lados. Tesserae eran dados más pequeños con lados numerados del uno al seis. Los dados de veinte caras se remontan al siglo II y del Egipto Ptolemaico ya en el siglo II a. C.

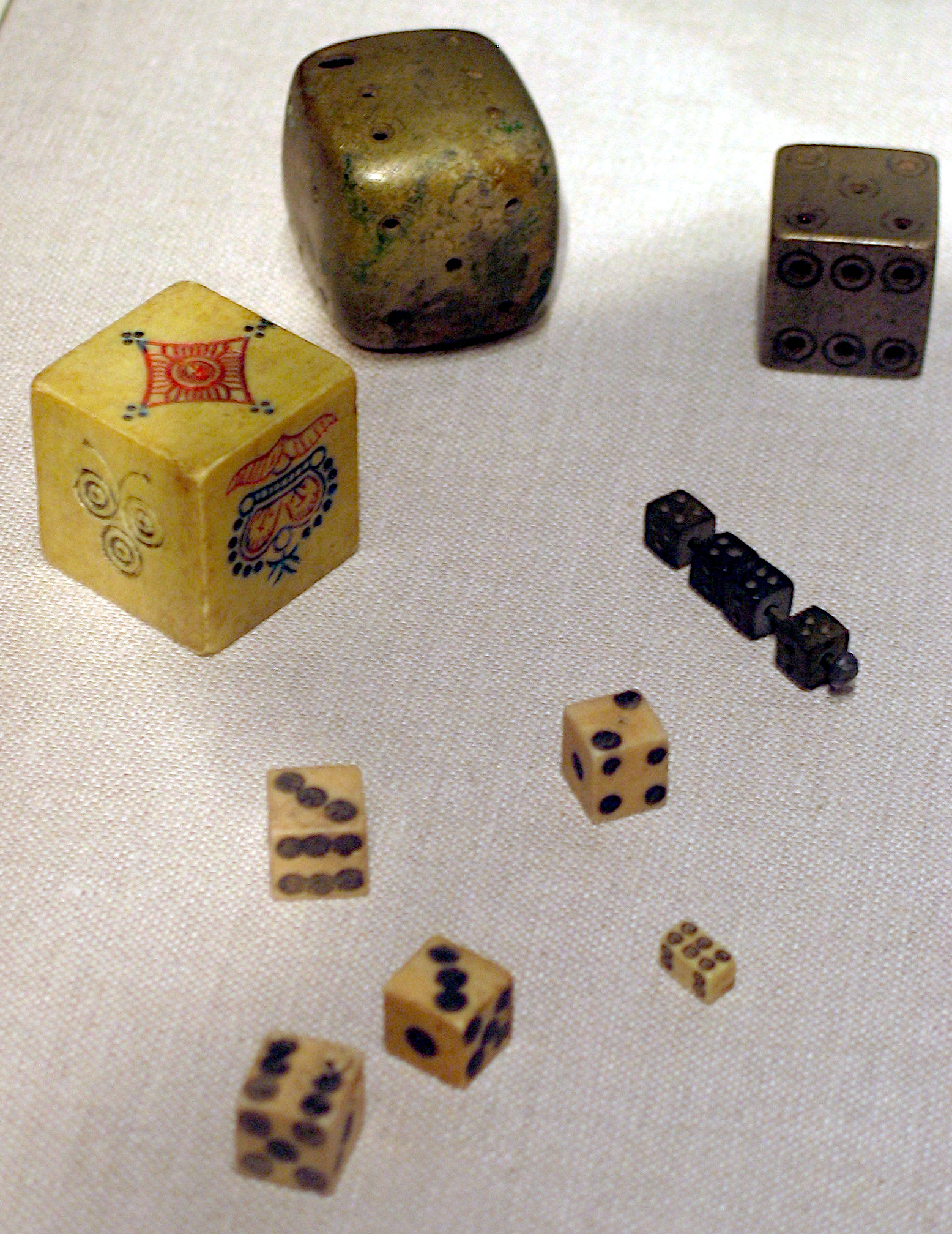
Una colección de dados históricos de varias regiones de Asia

El dominó y los naipes se originaron en China como desarrollos a partir de los dados. La transición de los dados a los naipes se produjo en China alrededor de la dinastía Tang (618–907 d. C.) y coincide con la transición tecnológica de los rollos de manuscritos a la impresión en bloque. En Japón, los dados se usaban para jugar un juego popular llamado sugoroku. Hay dos tipos de sugoroku. Ban-sugoroku es similar a backgammon y data del período Heian (794–1185 d. C.), mientras que e-sugoroku es un juego de carreras.

## Características

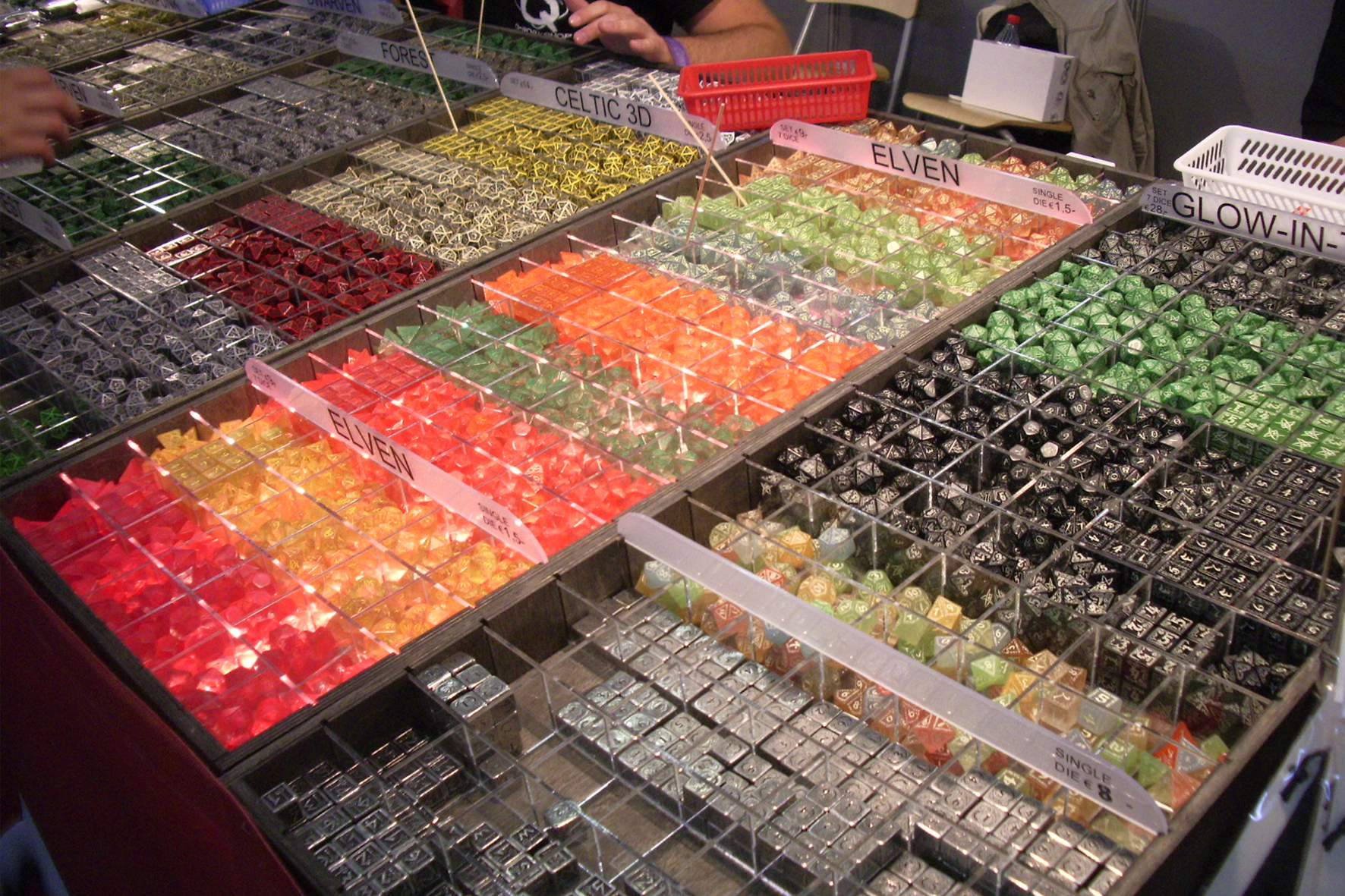
Dados de la Japan Expo 2012. Se puede ver dados de metal, que brillan en la oscuridad, transparentes o con símbolos rúnicos.

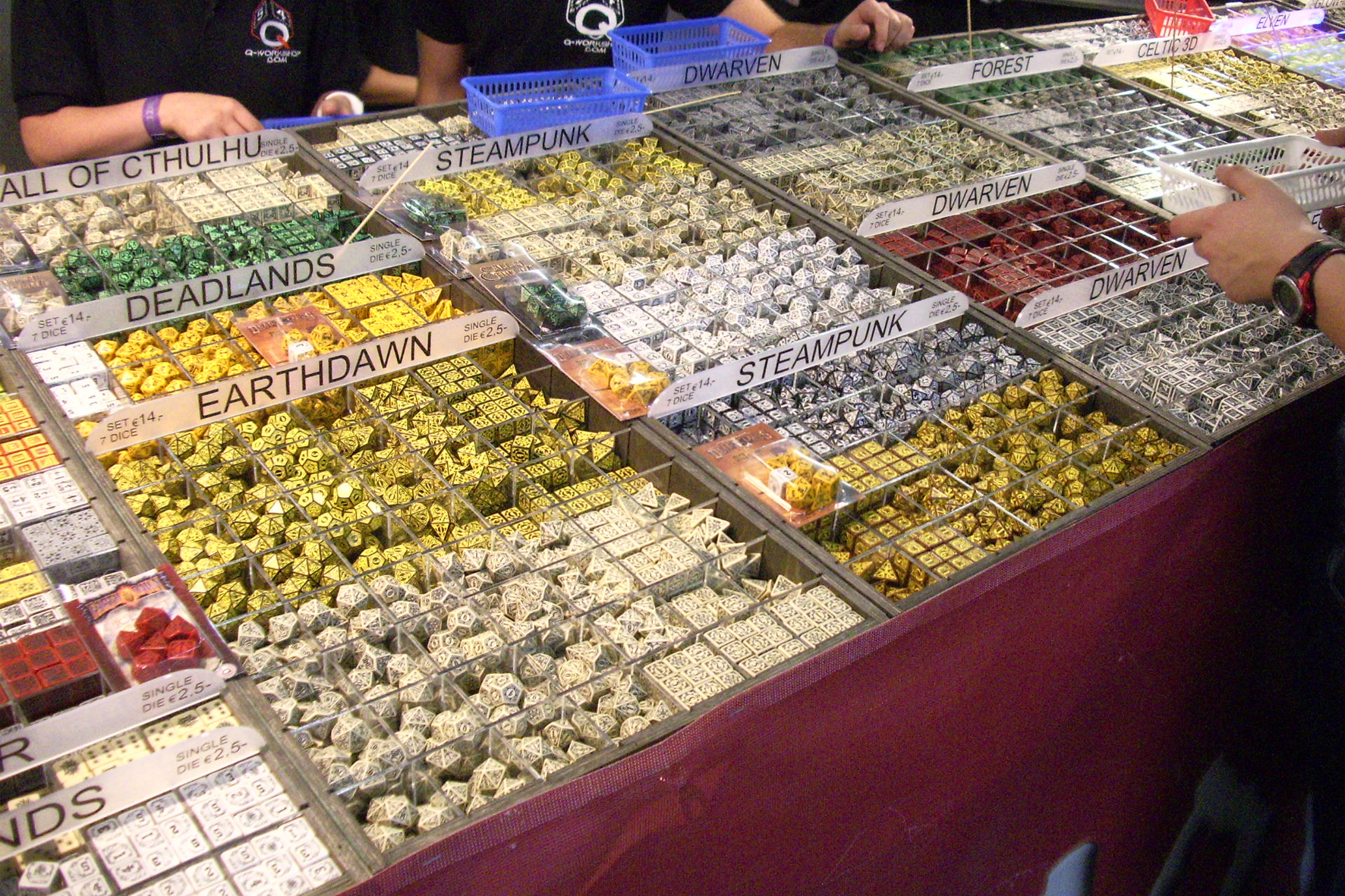
Dados de la Japan Expo 2012. Se puede ver dados con símbolos rúnicos enanos, steampunk o para el juego La llamada de Cthulhu.

Los dados habituales son cubos pequeños, de entre 8 y 25 mm de arista, y cuyas caras están numeradas de 1 a 6 (normalmente mediante disposiciones de puntos), de tal manera que las caras opuestas suman 7 puntos. Hay entonces dos configuraciones posibles: una tiene los números 1, 2 y 3 convergiendo en un vértice en el sentido de las agujas del reloj, y la otra en sentido contrario. Un equipo de generala (el cubilete más cinco dados para jugar) trae cuatro dados de una orientación, y el otro diferente.
Los caracteres Unicode para las caras del dado cúbico son ⚀ ⚁ ⚂ ⚃ ⚄ ⚅ (U+2680 a U+2685, "DIE FACE-1" a "DIE FACE-6").

### Dados no cúbicos

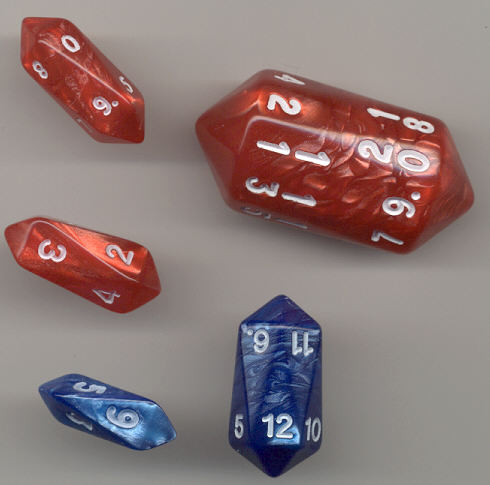
Dados en forma de rodillo o trompo. Estos tienen el inconveniente de requerir una superficie más lisa y menos inclinada, y su rodadura tarda más en estabilizarse. Se muestran dados de 6, 8, 10, 12 y 20 caras.

En otros tiempos, los dados con formas no cúbicas eran empleados casi en exclusivo por adivinos y en otras prácticas ocultas, por ejemplo en Japón se utilizaba uno con forma de Dodecaedro regular y en cada cara se tenían grabados a los animales del zodiaco chino, el cual se utilizaba en principio como elemento místico y luego pasó a ser un elemento lúdico, pero recientemente se han popularizado en los juegos de rol y wargames (véase Dados de rol). Normalmente, son de plástico y en sus caras hay dígitos en lugar de puntos. Se suelen emplear los sólidos platónicos para fabricar dados de 4, 6, 8, 12 y 20 caras, aunque también se pueden encontrar otras formas para los dados de 10, 30, 100 y otros números de caras, o incluso para los dados antes mencionados.
Se describen con frecuencia por su número de caras de manera abreviada, siendo dX un dado de X caras. Por ejemplo, d6 sería un dado de 6 caras. De forma más general, YdX supone lanzar Y dados, cada uno de los cuales tiene X caras. Para adaptar las puntuaciones disponibles a cierto baremo, se puede añadir una constante al lanzamiento, o multiplicar una tirada por otro número para evitar lanzamientos de un número excesivo de dados. Así, 1d10 + 5 significa lanzar un dado de 10 caras y al resultado sumarle 5, mientras que 2 × 3d8 significa tirar tres dados de 8 caras cada uno, y multiplicar el resultado por dos.

### Dados con otras inscripciones
Aunque normalmente se inscriben números en las caras de los dados (sea en forma de puntos o números indo-arábigos), se pueden emplear otros símbolos. Por ejemplo:
- Dados de póquer, con las siguientes inscripciones, reminiscencias del juego de cartas: nueve (de picas, en negro), diez (de diamantes, en rojo), sota (azul), reina (verde), rey (rojo) y as (de tréboles, en negro).
- También existen dados especialmente adaptados a juegos concretos. Por ejemplo, en Warhammer se emplean dados especiales para determinar si un disparo de artillería da en el blanco. Uno de ellos tiene dos caras con una diana (da en el blanco) y cuatro con flechas (el tiro sale desviado), y el otro determina por cuántos centímetros falla el tiro, con lo que tiene las inscripciones: 5, 10, 15, 20 y 25 centímetros (o bien 2, 4, 6, 8, 10 pulgadas, en los países anglosajones) y una explosión que indica que el arma ha reventado.

#### Otros dados no numéricos

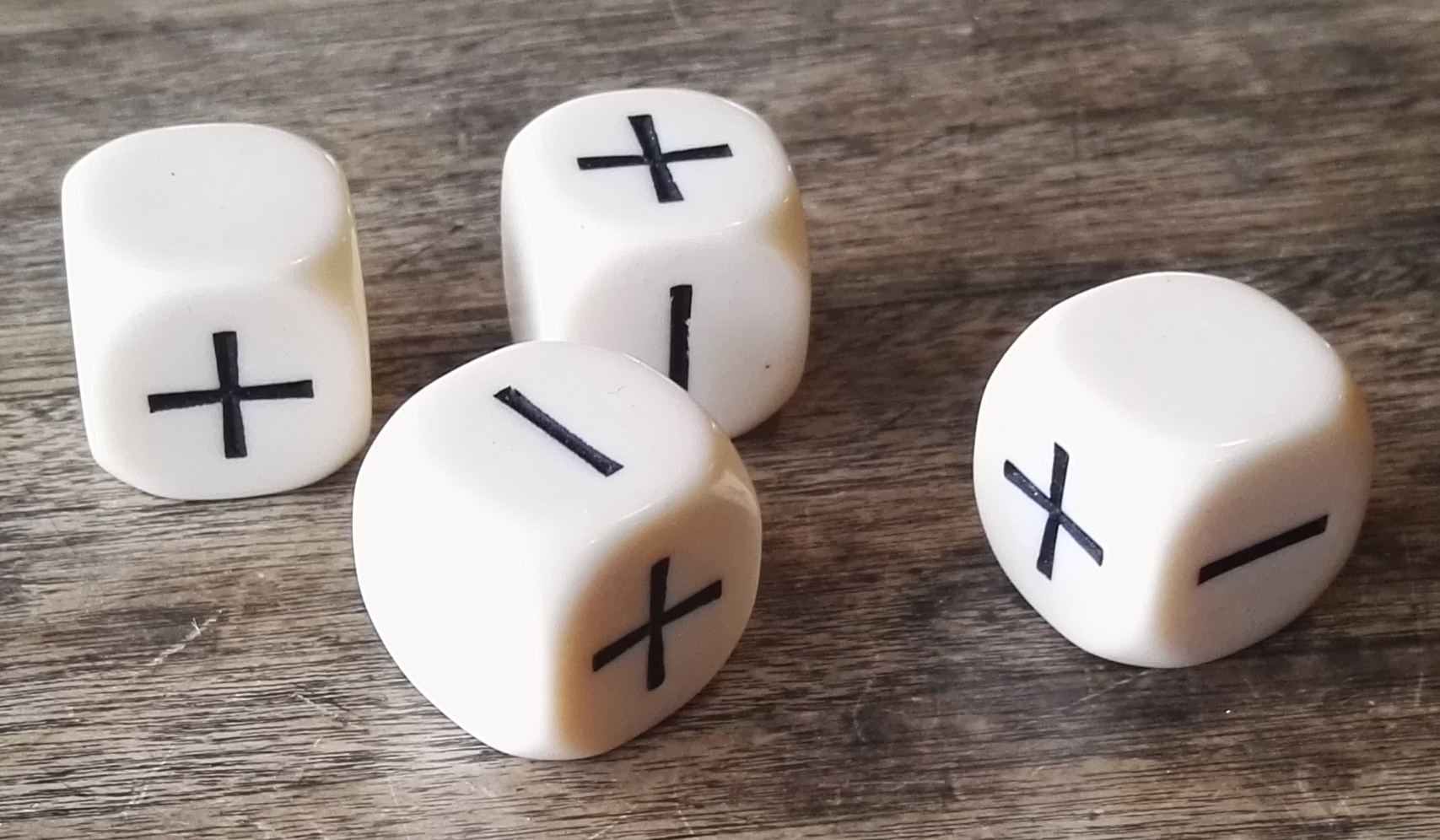
Un juego de dados usados en el Fudge.

Hay algunas aplicaciones que requieren resultados distintos de los números. Además de los ejemplos del póquer y de warhammer, algunos otros ejemplos son las letras para Boggle, los dados Fudge y las instrucciones para actos sexuales utilizando dados de sexo.

###### Dados con números alternativos
Los dados pueden tener números que no forman una secuencia de conteo que empieza en uno. Una variación del dado estándar se conoce como dado "medio"[34][35] Se trata de dados de seis caras numeradas 2, 3, 3, 4, 4, 5, que tienen la misma media aritmética que un dado estándar (3,5 para un dado simple, 7 para un par de dados), pero tienen un rango más estrecho de valores posibles (de 2 a 5 para uno, de 4 a 10 para un par). Se utilizan en algunos juegos de guerra de mesa, donde se requiere un rango más estrecho de números[35] Otras variantes numeradas son los dados de Sicherman y los dados intransitivos.

###### Dado esférico

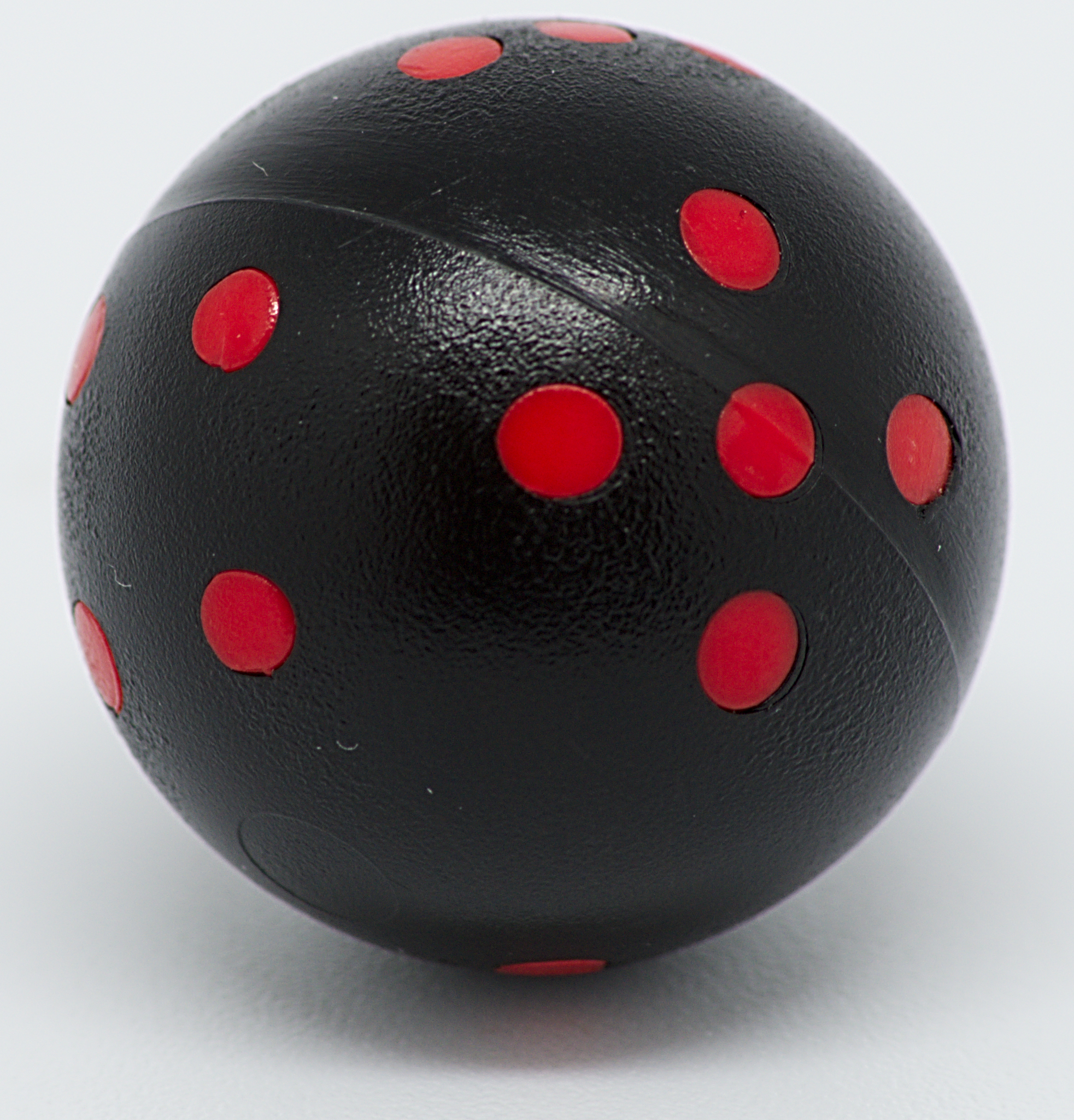
Dado esférico.

Se puede construir un dado con la forma de una esfera, añadiendo una cavidad interna con la forma del poliedro dual de la forma del dado deseada y un peso interno. El peso se asentará en uno de los puntos de la cavidad interna, haciendo que se asiente con uno de los números hacia arriba. Por ejemplo, una esfera con una cavidad octaédrica y un pequeño peso interno se asentará con uno de los 6 puntos de la cavidad mantenido hacia abajo por el peso.

### Distribución de probabilidades

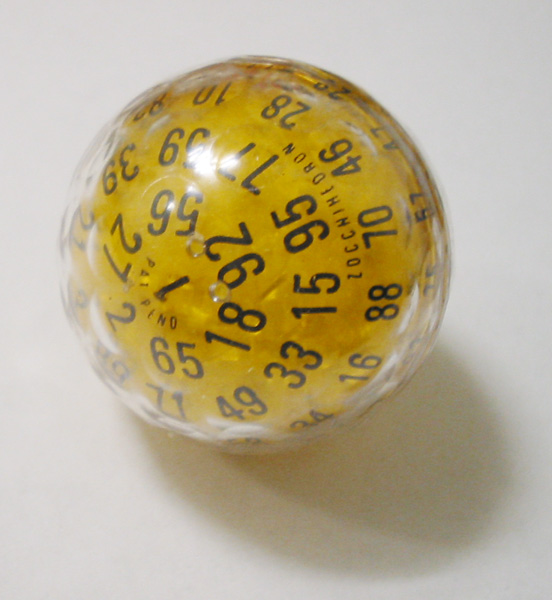
El zocchiedro, un dado de 100 caras patentado en Estados Unidos en 1985.

Los dados se pueden emplear de muchas maneras para obtener diversas distribuciones. El lanzamiento de varios dados se aproxima más a la distribución normal cuantos más dados se lancen. En algunas ocasiones se eliminan los extremos (tiradas altas o bajas) para modificar la distribución en varias formas.
A veces se puede simular la tirada de un dado no disponible. Por ejemplo, los dados de 100 caras (también llamados dados porcentuales) son casi esféricos, muy caros y difíciles de encontrar en tiendas, pero se puede simular su tirada con dos dados de 10, uno que represente las decenas y otro las unidades. Esto puede hacerse fácilmente si cada dado es de un color distinto y se acuerda antes del lanzamiento cuál de ellos representa las decenas y cuál las unidades, pero en ocasiones no hace falta eso, pues algunos dados de 10 caras ya se fabrican numerados 00, 10, 20... 90. 
En algunos juegos de rol se pide que se lance 1d3, y esto se puede hacer fácilmente lanzando un dado de 6 caras, dividiendo el resultado por dos y redondeando hacia arriba. 
De manera análoga se puede simular el lanzamiento de 1d5 mediante un dado de 10 (o 20, o incluso 100) caras. Se pueden emplear monedas para simular el lanzamiento de 1d2, pero también se puede emplear, de manera análoga, cualquiera de los dados mencionados: con un dado de 6 caras bastaría con asociar una tirada de 1 a 3 con un 1 en el dado de dos caras, y una tirada de 4 a 6 con un 2 en el dado de dos caras.

## Fabricación

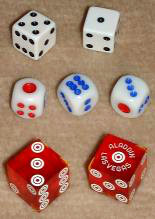
Dados occidentales, asiáticos y de casino.

Los dados que no son de precisión se fabrican mediante el proceso de moldeo por inyección de plástico, a menudo de polimetacrilato de metilo (PMMA). Las pepitas o números del dado forman parte del molde. Se pueden añadir diferentes pigmentos a los dados para hacerlos opacos o transparentes, o se pueden añadir múltiples pigmentos para hacerlos moteados o jaspeados.
La coloración para la numeración se consigue sumergiendo el dado completamente en pintura, que se deja secar. A continuación, el dado se pule mediante un proceso de acabado similar al pulido de rocas. El agente abrasivo raspa toda la pintura excepto las muescas de la numeración. A continuación, se utiliza un abrasivo más fino para pulir el troquel. Este proceso también produce bordes más suaves y redondeados en los dados.
Los dados de casino de precisión pueden tener un acabado pulido o arenado, que los hace transparentes o translúcidos, respectivamente. A los dados de casino se les perforan las pepitas y luego se rellenan con una pintura de la misma densidad que el material utilizado para los dados, de modo que el centro de gravedad de los dados esté lo más cerca posible del centro geométrico. Esto mitiga la preocupación de que las pepitas causen un pequeño sesgo. Todos estos dados llevan un número de serie para evitar que posibles tramposos los sustituyan. Los dados de backgammon de precisión se fabrican del mismo modo; tienden a ser ligeramente más pequeños y tienen esquinas y bordes redondeados, para permitir un mejor movimiento dentro del cubilete y evitar que las tiradas forzadas dañen la superficie de juego.

## Dados trucados
Los dados pueden alterarse de muchas maneras para hacer trampas en los juegos que los requieren: pueden redondearse algunas aristas, algunas caras pueden tener una forma ligeramente distinta a un cuadrado para favorecer la aparición de ciertos resultados. Una manera común es agregar algún material pesado oculto debajo de una de las caras de manera de favorecer un resultado. Los dados empleados en los casinos suelen ser transparentes para dificultar estas maneras de engañar.

## Juegos de dados

Paschier Joostens, De Alea, 1642

Los dados se utilizan con frecuencia para introducir un factor aleatorio en diferentes juegos de mesa. No obstante, existen también muchos juegos puramente «de dados» y muchas variaciones sobre ellos. Algunos ejemplos son:
- Backgammon
- Ludo
- Monopoly
- Generala
- Póker mentiroso
- Dudo
- Craps
- Boggle
- Parchís